# Tischtennisweltmeisterschaft 1995
Die 43. Tischtennisweltmeisterschaft fand vom 1. bis zum 14. Mai 1995 in Tianjin (China) statt. Spielort war das Tianjin-Gymnasium. Es waren 88 Herren- und 79 Damenmannschaften sowie insgesamt 963 Aktive aus 104 Nationen vertreten.

## Allgemeines
China demonstriert eindrucksvoll seine Vormachtstellung. Alle 7 Goldmedaillen bleiben im „Reich der Mitte“. Im Damen- und Herreneinzel sind die chinesischen Spieler und Spielerinnen ab dem Halbfinale unter sich. Nur in den Doppelwettbewerben können nicht-chinesische Spieler eine Silber- und drei Bronzemedaillen erringen.
Die deutschen Teams erreichen mit Platz 5 (Herren) und 6 (Damen) gute Resultate.

## Spielsystem der Mannschaftswettbewerbe
Die Mannschaftswettbewerbe der Damen und Herren wurden nach dem gleichen System ausgetragen wie bei der WM 1993.

## Abschneiden der Deutschen

### Mannschaftswettbewerb Herren
Das deutsche Team musste sich zunächst in Gruppe B qualifizieren. Nach Siegen über die Niederlande (3:1), England (3:0), Österreich (3:0), Polen (3:0) und Hongkong (3:0) sowie Niederlagen gegen Belgien (1:3) und China (0:3) gelangte Deutschland auf Platz 3 und somit ins Viertelfinale. Hier musste man sich gegen Schweden mit 2:3 geschlagen geben. Dabei gewann Roßkopf als einziger im Mannschaftswettbewerb gegen Jan-Ove Waldner. Bei den Platzierungsspielen um Rang 5 bis 8 setzte sich Deutschland gegen Jugoslawien (3:0) und Japan (3:1) durch und wurde somit Fünfter.
Roßkopf erzielte in den Mannschaftskämpfen eine Bilanz von 9:2, lediglich gegen den Belgier Jean-Michel Saive und den Chinesen Ding Song verlor er.

### Mannschaftswettbewerb Damen
Die deutschen Damen traten in Gruppe B an. Hier standen den vier Siegen gegen die USA (3:0), Litauen (3:1), Taiwan (3:2) und England (3:0) drei Niederlagen gegen Hongkong (1:3), Ungarn (2:3) und Südkorea (1:3) gegenüber. Dies bedeutete Platz vier, weshalb man sich in einem zusätzlichen Spiel für das Viertelfinale qualifizieren musste. Dies gelang durch ein 3:0 gegen Belgien. Im Viertelfinale traf das Team auf den späteren Weltmeister China und war mit 0:3 chancenlos. Bei den Platzierungsspielen um Rang 5 bis 8 gewann Deutschland gegen Ungarn (3:1), verlor dann aber mit 0:3 gegen Schweden. Somit erreichte das Team Platz sechs.

### Herreneinzel
Jörg Roßkopf kam nach Siegen über Kayode Kadiri (SVE), Andrei Masunow (RUS) und Lin Zhigang (CHN) ins Achtelfinale. Hier unterlag er dem Russen Wladimir Samsonow in fünf Sätzen.
Auch Peter Franz erreichte das Achtelfinale. Er besiegte Thierry Cabrera (BEL) und Hiroshi Shibutani (JPN). Gegen Peter Karlsson (SVE) verlor er in drei Sätzen.
Steffen Fetzner überstand Runde 1 gegen Ferenc Pazsy (HUN), konnte sich dann aber gegen den Schweden Jörgen Persson nicht durchsetzen.
Torben Wosik blieb bereits im Qualifikationsturnier hängen, wo er Zhuang Yongxiang (USA) und S. Phanhngoulath (LAO) bezwang, aber gegen Saubana Ayemojuba (NGR) verlor.
Das Qualifikationsturnier überstand Richard Prause nach Siegen über Juan Papic Vilca (CHI) und Shahzad Wasim (PAK). Der Österreicher Ding Yi war dann aber zu stark.

### Herrendoppel
Roßkopf/Fetzner waren weit von ihrer weltmeisterschaftlichen Form von 1989 entfernt, kamen aber dennoch am weitesten. Sie schlugen Petr Korbel/Radek Mrkvicka (CZE) und Kayode Kadiri/Erik Lindh (SWE). Im Achtelfinale war Endstation gegen Zoran Primorac/Wladimir Samsonow (CRO/RUS).
Peter Franz/Torben Wosik scheiterten bereits in der ersten Runde an den Dänen Lars Hauth/Martin Monrad.
Kurioses widerfuhr Richard Prause. Er wollte mit dem Österreicher Ding Yi Doppel spielen, aber dieser erschien bei dem angesetzten Spielbeginn nicht. Somit schied das Doppel kampflos aus.

### Dameneinzel
Bereits in der ersten Runde schieden Olga Nemes (gegen Alessia Arisi, ITA) und Elke Schall (gegen Marina Kravchenko, ISR) aus.
Jie Schöpp gelangte durch Freilos in Runde zwei. Hier besiegte sie Lily Yip (USA), danach Rika Sato (JAP), ehe sie im Achtelfinale gegen Liu Wei (CHN) verlor.
Ebenfalls das Achtelfinale erreichte Nicole Struse. Auch sie hatte zunächst Freilos und gewann dann gegen Mirjam Hooman (NLD) und Li Ju (CHN). Danach verlor sie knapp im fünften Satz gegen Tong Feiming (TPE).

### Damendoppel
Am weitesten kamen Schall/Struse, die gegen Adriana Simion-Nastase/Mihaela Steff (ROM) und Tatsiana Kostromina/Wiktoryja Paulowitsch (BLR) gewannen und dann im Achtelfinale durch die Niederlage gegen die Chinesinnen Wang Chen/Wu Na ausschieden.
Dagegen war für Nemes/Schöpp bereits in Runde 1 Endstation. Sie verloren gegen Chen Jing/Chen Jiu Tan (CHN).

### Mixed
Etwas tragisch verlief diese WM für Christina Fischer. Sie kam lediglich im Mixed zum Einsatz und verlor an der Seite von Richard Prause bereits in der Qualifikationsrunde gegen Man Li/Kim Bong Chul (CHN/KOR).
Bis in Runde 3 gelangten Schöpp mit dem Griechen Daniel Cioca (Siege gegen Linda Mesan/Taric Hodzic (BIH) und Namal Gunasekera/Dushmanta Chamara Fernando (SRI), Niederlage gegen Wang Chen/Xiong Ke (CHN)) und Schall/Torben Wosik (Siege gegen Hana Placha/Josef Plachý (CZE) und Tawny Ai Banh Thua/Zhuang Yongxiang (USA), Niederlage gegen Yang Ying/Lin Zhigang (TPE)).
Bis ins Viertelfinale spielten sich Struse/Franz. Sie gewannen gegen Kerri Tepper/Dennis Makaling (AUS), Katalina Vitceva/Ivan Stojanov (BUL), Chen Jing/Wu Wen Chia (TPE) und Kim Boon Sik/Park Sang Joon (KOR). Danach verloren sie in drei Sätzen gegen das China-Mixed Liu Wei/Wang Tao, das später den Titel gewann.

## ITTF Kongress
Parallel zu den Spielen fand der Kongress des TT-Weltverbandes ITTF statt. Hier wurden folgende Beschlüsse gefasst:
- Der Schwede Lollo Hammarlund wurde zum ITTF-Präsidenten gewählt. Die Wahl war notwendig, da sein Vorgänger Ichirō Ogimura 1994 verstorben war.
- Das Frischklebeverbot wurde aufgehoben, vom ITTF zugelassene Kleber dürfen verwendet werden.
- Bei der nächsten WM sollen die Damen den Mannschaftswettbewerb nicht mehr nach dem Corbillon-Cup-Spielsystem durchführen. Stattdessen sollen sie – genau wie die Herren – nach dem Swaythling-Cup-System spielen.
- Die WM 1999 soll in Belgrad stattfinden. Diese Entscheidung war wegen des Jugoslawien-Krieges umstritten.

## Wissenswertes
- Die WM war zunächst nach Belgrad vergeben. Wegen des Krieges in Jugoslawien wurde sie 1992 nach China verlegt[3].
- Jie Schöpp gewann im Mannschaftskampf gegen Taiwan gegen Tsui Hsiu Li im zweiten Satz mit 21:0. Tsui Hsiu Li belegte zu dieser Zeit Platz 75 in der Weltrangliste.[4]
- Als erfolgreichste Mannschaftsspieler des Turniers erhielten Jan-Ove Waldner (Schweden) und Deng Yaping (China) die JOOLA Trophy und 5.000 Mark[5].
- Der Franzose Jean-Philippe Gatien erhält vom SCI den Richard Bergmann Fair Play Preis.
- Die Chinesin Deng Yaping erhält vom SCI den Victor Barna Preis.
- Der Südkoreaner Kim Taek-soo wurde nach seinem Viertelfinalsieg gegen Wang Tao disqualifiziert, weil eine Prüfung seines Schlägers ergab, er habe beim Frischkleben verbotene Substanzen verwendet. Wang Tao kam so trotz der Niederlage in die nächste Runde[6].
- Liu Wei/Wang Tao wurden zum dritten Mal hintereinander Weltmeister im Mixed. Dieser Hattrick ist zuvor noch niemanden gelungen[7].
- Der 23-malige italienische Meister Massimo Costantini (1995 war er 37 Jahre alt) nahm seit 1975 an allen 11 Weltmeisterschaften (und auch an allen 11 Europameisterschaften) teil[8].
- Von der Volksrepublik China wurden am 1. Mai 1995 zwei Postwertzeichen (Michel-Katalog Nr. 2604-2605) und ein Briefmarkenblock (Michel-Katalog Nr. Block 73) zu dieser Weltmeisterschaft verausgabt. Dazu gab es Sonderstempel in Tianjin und von anderen chinesischen Städten.

## Ergebnisse
| Wettbewerb        | Rang | Sieger                                                                                   |
| ----------------- | ---- | ---------------------------------------------------------------------------------------- |
| Mannschaft Herren | 1.   | China (Ding Song, Ma Wenge, Wang Tao, Kong Linghui, Liu Guoliang)                        |
| Mannschaft Herren | 2.   | Schweden (Jörgen Persson, Erik Lindh, Mikael Appelgren, Jan-Ove Waldner, Peter Karlsson) |
| Mannschaft Herren | 3.   | Korea (Bong Chul Kim, Kyo Sung Chu, Yoo Nam-Kyu, Kim Taek Soo, Lee Chul-seung)           |
| Mannschaft Herren | 5.   | Deutschland (Steffen Fetzner, Peter Franz, Richard Prause, Jörg Roßkopf, Torben Wosik)   |
| Mannschaft Herren | 9.   | Österreich (Ding Yi, Karl Jindrak, Kostadin Lengerov, Qianli Qian, Werner Schlager)      |
| Mannschaft Herren | 43.  | Schweiz (Thierry Miller, Roland Schmid, Jens Sidler, Beat Staufer)                       |
| Mannschaft Damen  | 1.   | China (Deng Yaping, Qiao Yunping, Qiao Hong, Liu Wie)                                    |
| Mannschaft Damen  | 2.   | Südkorea (Park Kyung Ae, Park Hae-jung, Ryu Ji Hae, Kim Moo-kyo)                         |
| Mannschaft Damen  | 3.   | Hongkong (Chai Po Wa, Wun Tong, Chan Tan Lui, Shuk Kwan Wan)                             |
| Mannschaft Damen  | 6.   | Deutschland (Elke Schall, Jie Schöpp, Nicole Struse)                                     |
| Mannschaft Damen  | 31.  | Österreich (Karin Albustin, Petra Fichtinger, Michaela Zillner)                          |
| Mannschaft Damen  | 42.  | Schweiz (Sandra Busin, Daniela Oberholzer, Tu Dai Yong)                                  |
| Herren Einzel     | 1.   | Kong Linghui – CHN                                                                       |
| Herren Einzel     | 2.   | Liu Guoliang – CHN                                                                       |
| Herren Einzel     | 3.   | Ding Song – CHN                                                                          |
| Herren Einzel     | 3.   | Wang Tao – CHN                                                                           |
| Damen Einzel      | 1.   | Deng Yaping – CHN                                                                        |
| Damen Einzel      | 2.   | Qiao Hong – CHN                                                                          |
| Damen Einzel      | 3.   | Liu Wei – CHN                                                                            |
| Damen Einzel      | 3.   | Qiao Yunping – CHN                                                                       |
| Herren Doppel     | 1.   | Wang Tao/Lu Lin – CHN                                                                    |
| Herren Doppel     | 2.   | Zoran Primorac – CRO/Wladimir Samsonow – BLR                                             |
| Herren Doppel     | 3.   | Lin Zhigang/Liu Guoliang – CHN                                                           |
| Herren Doppel     | 3.   | Jean-Philippe Gatien/Damien Éloi – FRA                                                   |
| Damen Doppel      | 1.   | Deng Yaping/Qiao Hong – CHN                                                              |
| Damen Doppel      | 2.   | Liu Wei/Qiao Yunping – CHN                                                               |
| Damen Doppel      | 3.   | Wu Na/Wang Chen – CHN                                                                    |
| Damen Doppel      | 3.   | Krisztina Tóth/Csilla Bátorfi – HUN                                                      |
| Mixed             | 1.   | Wang Tao/Liu Wei – CHN                                                                   |
| Mixed             | 2.   | Kong Linghui/Deng Yaping – CHN                                                           |
| Mixed             | 3.   | Erik Lindh/Marie Svensson – SWE                                                          |
| Mixed             | 3.   | Lee Chul-seung/Ryu Ji Hae – KOR                                                          |

## Medaillenspiegel
| Rang  | Land                | Gold | Silber | Bronze | Gesamt |
| ----- | ------------------- | ---- | ------ | ------ | ------ |
| 1     | Volksrepublik China | 7    | 4      | 6      | 17     |
| 2     | Südkorea            | 0    | 1      | 2      | 3      |
| 3     | Schweden            | 0    | 1      | 1      | 2      |
| 4     | Kroatien            | 0    | 0,5    | 0      | 0,5    |
| 5     | Belarus             | 0    | 0,5    | 0      | 0,5    |
| 6     | Ungarn              | 0    | 0      | 1      | 1      |
| 6     | Frankreich          | 0    | 0      | 1      | 1      |
| 6     | Hongkong            | 0    | 0      | 1      | 1      |
| Total | Total               | 7    | 7      | 12     | 26     |